# Bazalna membrana
Bazalna membrana je tanka plast medceličnine na meji med epitelijskimi, endotelijskimi, mišičnimi ali perifernimi nevroglijskimi celicami na eni strani ter vezivom na drugi strani. Zgrajena je iz bazalne in retikularne lamine.

## Zgradba
Pod elektronskim mikroskopom sta vidni dve plasti bazalne membrane, zgornja bazalna lamina in pod njo ležeča retikularna lamina. Vezivno tkivo se na bazalno membrano pričvršča  s kolagenskimi fibrilami in fibrilinskimi mikrofibrilami.
Bazalno lamino lahko nadalje razdelimo v dve plasti; prozorno lamino lucido, ki je bliže epiteliju, ter gostejšo lamino denso, ki je bliže vezivnemu tkivu. Lamina densa meri v premeru 30 do 70 nanometrov. Vsebuje vlakna kolagena tipa IV ter intrinzične makromolekularne komponente. Vlakna kolagena IV so v lamini densi obdani s proteoglikanom perlekanom, ki je bogat s heparan sulfati. V lamini lucidi se nahajajo laminin, integrini, entaktini in distroglikani.
Strukture si sledijo v naslednjem zaporedju:
- epitelij/mezotelij/endotelij (zunanja stran)

- bazalna membrana
  - bazalna lamina
    - lamina lucida
      - laminin
      - integrini
      - nidogeni
      - distroglikani

    - lamina densa
      - kolagen IV (obdan s perlekanom, bogatim s heparan sulfatom)

  - pričvrščevalne beljakovine (med bazalno in retikularno lamino)
    - kolagen VII (sidralne fibrile)
    - fibrilin (mikrofibrile)

  - retikularna lamina
    - kolagen III (v obliki retikularnih vlaken)

- vezivo (notranja stran)

## Vloga in pomen
Primarna vloga bazalne membrane je pričvrstitev epitelija (mezotelija oziroma endotelija) na pod njim ležeče rahlo vezivno tkivo. 
Prav tako deluje kot mehanična pregrada, ki preprečuje malignim celicam prodiranje v globlja tkiva. Maligne novotvorbe v začetni fazi, ki so omejene na epitelijsko plast, imenujemo carcinoma in situ.
Bistveni pomen ima tudi pri angiogenezi (tvorbi novih krvnih žil). Beljakovine v bazalni membrani namreč pospešujejo diferenciacijo žilnih endotelijskih celic.
Značilna primera bazalne membrane sta glomerulna bazalna membrana v ledvicah, nastala s fuzijo bazalne lamine endotelija glomerulnih kapilar in bazalne lamine podocita, in bazalna lamina v pljučih, nastala s fuzijo bazalne lamine pljučnega mešička in bazalne lamine pljučne kapilare, kjer prihaja do difuzije kisika in ogljikovega dioksida.

## Klinični pomen
Motnje v bazalnih membranah, ki so lahko genetske, avtoimunske ali pa posledica mehanskih poškodb, so vzrok nekaterim boleznim. Genetska motnja kolagenskih vlaken v bazalnih membranah povzroči alportov sindrom.
Pri goodpasturovem sindromu telo proizvaja avtoprotitelesa proti bazalnim membranam ledvičnih glomerulov in pljučnim alveolom in se kaže s hitro potekajočim glomerulonefritisom, prizadetostjo pljuč in s hemoptizami.